# Number24
Number24 ist eine Anime-Serie aus dem Jahr 2020, die bei Studio PRA entstand. Die Idee stammt von Kei Mori, Regie führte Shigeru Kimiya. In den zwölf Folgen geht es um die Rugby-Mannschaft einer Universität der Kansai-Region und den Konflikten, die deren Mitglieder untereinander auszutragen haben. Die Sport-Serie wurde auch international veröffentlicht.

## Handlung
Als Natsusa Yuzuki (柚木 夏紗) an der Dōshisha-Universität in die Rugby-Mannschaft eingestiegen ist, wurde er noch ein vielversprechendes Talent gehandelt. Doch kurz darauf kam es zu einem Motorradunfall mit seinem Teamkollegen und Freund Ibuki Ueoka (上丘 伊吹), bei dem Natsusa schwer verletzt wurde. Erst nach langer Behandlung und Reha kann er zurückkehren. Die Verletzungen an der Wirbelsäule bereiten ihm weiter Schmerzen und machen es ihm unmöglich, weiter Rugby zu spielen. Sein Kindheitsfreund Seiichirō Shingyōji (真行寺 清一郎) hat sich die ganze Zeit um ihn gekümmert. Er ging nur für Natsusa in die Rugby-Mannschaft und ist für ihn dort geblieben. Natsusa will den Sport nicht aufgeben und wird stattdessen Manager und Trainer des Teams. Seine früheren Teamkameraden sind skeptisch, auch wenn sie sich über seine Rückkehr freuen. Und sie wissen um seinen miesen Charakter: Zwar setzt Natsusa oft ein Lächeln auf, triezt seine Mitmenschen aber gern, zieht über sie her oder wurde sogar manchmal gewalttätig. Dennoch hat er oft ihr Bestes und das Beste der Mannschaft im Sinn. So holt er zu ihrer Unterstützung den talentierten Ibuki zurück, der nach dem Unfall aufgehört hatte. Er machte sich große Vorwürfe, dass Natsusa wegen ihm aufhören musste. Der besteht nun darauf, dass Ibuki wieder einsteigt, um seine Schuld abzuarbeiten. Insbesondere die älteren Studenten sind ihm dennoch feindlich gesinnt, da er einfach hingeworfen hat, und Ibuki muss sich ihren Respekt erst wieder erarbeiten. Bei den jüngeren ist er wegen seiner freundlichen, hilfsbereiten Art dagegen sofort wieder beliebt.
Um für die Mannschaft besser da zu sein, zieht Natsusa ins Wohnheim. Dort ist er mit Yasunari Tsuru (都留 靖也) auf einem Zimmer. Der sah ihn immer als Konkurrenz und geht nun auf Distanz. Doch Natsusa hilft ihm, sein Tief zu überwinden. Denn Yasunari hat sich immer mehr darauf verlegt, Natsusa nachzuahmen und scheitert damit. Natsusa und der zweite neue Manager Yū Mashiro (真白 優) können ihn zu seiner alten, erfolgreicheren Form zurück verhelfen. Yū ist kurz nach Natsusas Ankunft vom Spieler zum Manager gewechselt, da er körperlich nicht mithalten konnte. Sein Organisationstalent und seine Analysen der Spieler sind der Mannschaft nun von großem Nutzen. Nachdem ein wichtiges Spiel verloren gegangen ist und einer der Stammspieler verletzt ist, müssen die beiden Manager die Mannschaft nach Kräften unterstützen, damit das Ziel einer Teilnahme an den Landesmeisterschaften noch erreicht werden kann. Als auch Seiichirō sein Talent zu verlieren scheint, hilft ihm eine von den anderen arrangierte Reise mit Natsusa in ihre Heimat Ōita. Hier wird ihm klar, dass er für Natsusa spielt und wie er mit ihm seine Motivation zurückgewinnen kann. Die Studenten im dritten Jahr, unter ihnen der Kapitän Gakuto Zaitsu (内梨 大成), müssen sich zugleich mit ihrem Abschluss und ihrer eigenen Zukunft auseinandersetzen und schauen auf ihre Studienjahre und ihre Entwicklung in dieser Zeit zurück. Als das nächste Spiel gegen die Rivalen der Kōfūin-Universität näher rückt, eskaliert auch ein alter Streit zwischen Ibuki und den beiden wichtigsten Spielern der Kōfūin, den Hongō-Brüdern. Ihnen hatte Ibuki einst versprochen, auf ihre Universität zu gehen. Dass er sein Versprechen gebrochen hat, tragen sie ihm jetzt noch nach. Wenn Dōshisha gewinnt, so wetten sie, sollen die Brüder Ibuki endlich vergeben. Im Spiel gehen sie dann besonders hart auf Ibuki los. Doch der hält trotzdem durch und die anderen Spieler halten zusammen. Das Training der vergangenen Wochen und auch die Arbeit an den persönlichen Herausforderungen und Konflikten zahlt sich aus und Dōshisha kann das Spiel knapp gewinnen.

## Produktion und Veröffentlichung
Die Serie entstand nach eine Konzept von Kei Mori und der Firma MOVIC. Rika Nakase schrieb auf dieser Grundlage die Drehbücher. Bei der Umsetzung bei Studio PRA führte Shigeru Kimiya Regie. Die Charakterdesigns wurden von YukiKana entworfen und von Saori Sakaguchi für die Animationen adaptiert, der auch die Animationsarbeiten leitete. Scott McDonald hatte die künstlerische Leitung inne und Atsushi Kanō war für die Kameraführung verantwortlich. Takatoshi Hamano leitete die Tonarbeiten.
Der Anime wurde erstmals im März 2019 angekündigt. Die zwölf Folgen mit je 23 Minuten Laufzeit wurden erstmals vom 8. Januar bis 15. April 2020 in Japan von Tokyo MX ausgestrahlt. Die letzten beiden Folgen, die zunächst noch im März gezeigt werden sollten, wurden wegen der Auswirkungen der COVID-19-Pandemie in Japan verschoben. Parallel dazu erfolgte eine internationale Veröffentlichung per Streaming durch Funimation sowie im deutschsprachigen Raum bei Wakanim. Nach Übernahme dieser Plattform wurde der Anime von Crunchyroll übernommen.

### Synchronisation
| Rolle              | japanischer Sprecher (Seiyū) |
| ------------------ | ---------------------------- |
| Natsusa Yuzuki     | Kengo Kawanishi              |
| Seiichirō Jingyōji | Ryōta Suzuki                 |
| Yū Mashiro         | Ayumu Murase                 |
| Ibuki Ueoka        | Junichi Yanagita             |
| Yasunari Tsuru     | Shōhei Komatsu               |
| Gakuto Zaitsu      | Hinata Tadokoro              |

### Musik
Das Opening-Lied Set wurde gesungen von Masanori Kobayashi. Für den Abspann wurden drei verschiedene Lieder verwendet:
- Kimi to Iru nara von Kengo Kawanishi und Ryōta Suzuki
- Comical Try!! von Kengo Kawanishi und Junichi Yanagita
- Every Fight. von Kengo Kawanishi and Shōhei Komatsu